# Хён Джемён
Хён Джемён (кор. 현제명, общепринятая латинская транскрипция — Hyun Je-myoung; 8 декабря 1902, Тэгу — 16 октября 1960, Сеул) — композитор, скрипач, пианист, оперный певец (тенор), поэт-песенник, аранжировщик
 и музыкальный педагог Республики Корея. Его псевдоним — Хёнсок (кор. 현석).

## Биография
Хён Джемён родился 8 декабря 1902 году в Тэгу в христианской семье. Уже с детства Хён Джемён интересовался классической музыкой. Окончил высшую школу Кесон в Тэгу и высшую школу Сунсиль в Пхеньяне. Изучал классическую музыку в США в консерватории «Glun Music School». После возвращения на Родину, Хён Джемён работал профессором в университете Ёнсе, в 1930 году организовал Корейскую организацию музыкантов.
После независимости Кореи от японской оккупации, создал консерваторию в Сеульском национальном унииверситете, организовал первый симфонический оркестр Кореи «Симфонический оркестр Корё» (ныне Сеульский симфонический оркестр). 16 октября 1960 году скончался в Сеуле.